# Capilla Cormac

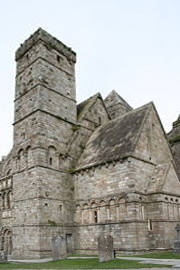
Vista exterior de la capilla con una de las torres cuadradas.

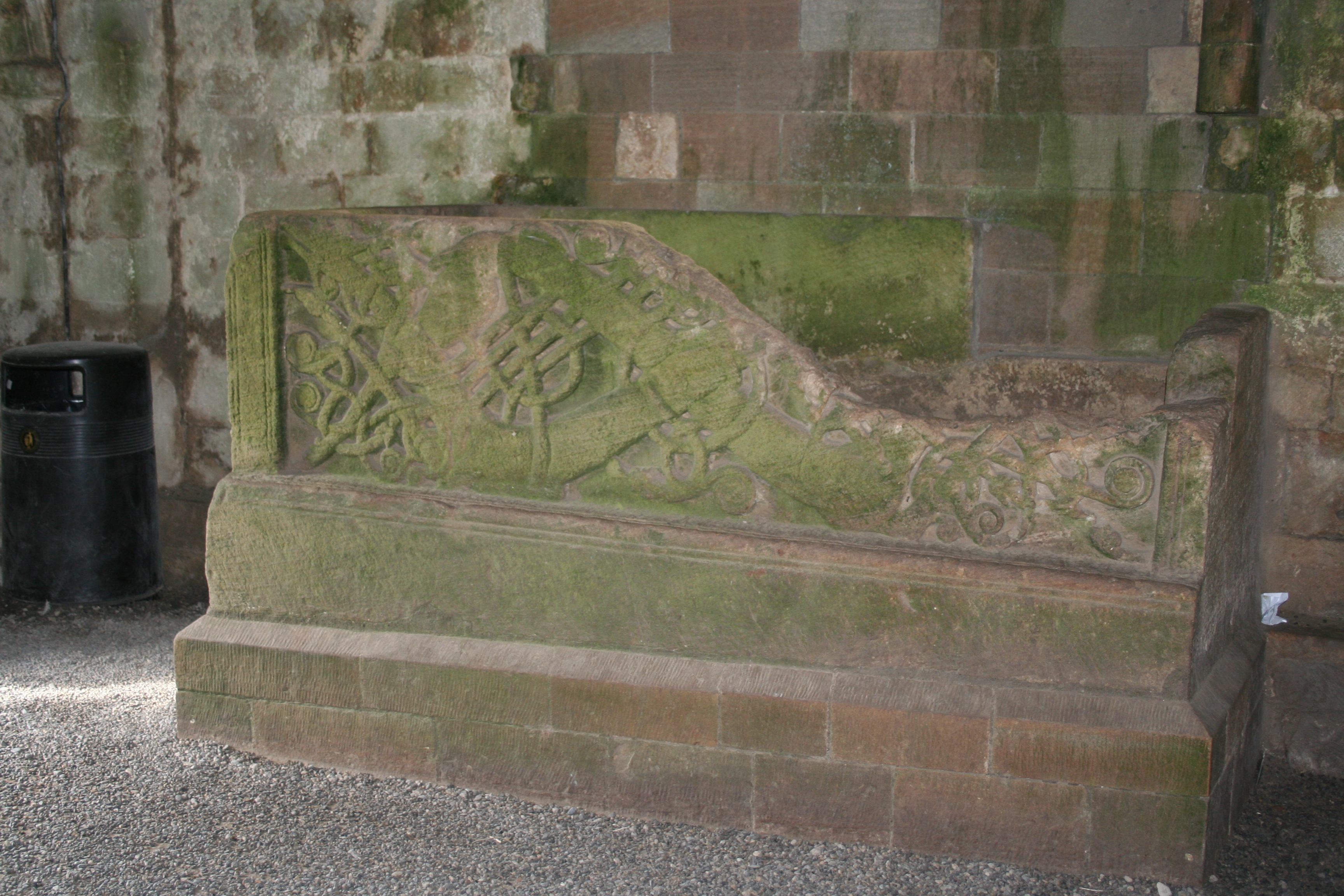
Sarcófago (1125/1150)que según cuenta la tradición fue la tumba del rey Cormac.

La capilla del rey Cormac consagrada en 1134 es el edificio más importante desde el punto de vista del visitante moderno del complejo de Rock of Cashel en Cashel en el condado de Tipperary en la provincia de Munster, Irlanda.
Comenzada en 1127, es una estructura muy sofisticada al contrario de la mayoría de las iglesias irlandesas del románico que eran simples y con escasos adornos aislados. El abad de Regensburg (Escocia) envió dos de sus carpinteros para la ayuda en el trabajo, para las torres cuadradas gemelas de ambos lados. 
Son meritorias las arquivoltas situadas en el portal, el arco del presbiterio, la bóveda con sus arcos fajones.
El cancel posee una fuerte influencia germánica pagana no apreciada en ninguna otra obra en Irlanda. 
Las paredes conservan parte de los frescos que inicialmente adornaban las paredes de las capillas. Estos frescos están considerados de los mejor conservados de esta en época en Irlanda si bien sólo se aprecian pequeños vestigios.